# Thailand Futsal League 2025
Die Thailand Futsal League 2025, aus Sponsorengründen auch als MEA Futsal Thai League bekannt, ist die 18. Saison der höchsten thailändischen Futsalliga seit ihrer Gründung im Jahr 2006. Organisiert wird der Wettbewerb vom thailändischen Fußballverband. An dem Wettbewerb nehmen 14 Mannschaften teil. Die Saison startete mit dem ersten Spieltag am 10. Mai 2025. Titelverteidiger war der Hongyen Thakam Futsal Club.

## Teilnehmende Mannschaften
| Mannschaft                             | Standort                   |
| -------------------------------------- | -------------------------- |
| Port Futsal Club                       | Khlong Toei, Bangkok       |
| Kasem Bundit University Futsal Club    | Min Buri, Bangkok          |
| Thammasat Young Blood Futsal Club      | Pathum Thani               |
| Nonthaburi Futsal Club                 | Nonthaburi                 |
| Chonburi Bluewave Futsal Club          | Chonburi                   |
| Bangkok BTS Futsal Club                | Min Buri, Bangkok          |
| Black Pearl United Futsal Club         | Prachuap Khiri Khan        |
| Rajnavy Futsal Club                    | Bang Na, Bangkok           |
| Phetchaburi Rajabhat Futsal Club       | Phetchaburi                |
| YFA Sriracha Futsal Club               | Phanat Nikho, Chonburi     |
| Srinakharinwirot IMANE Futsal Club (N) | Nakhon Nayok, Nakhon Nayok |
| Surat Thani Futsal Club                | Surat Thani                |
| Hongyen Thakam Futsal Club             | Ban Phaeo, Samut Sakhon    |
| SBAC-Nord-Bangkok (N)                  | Sai Mai, Bangkok           |